# Omnio
Omnio är det andra studioalbumet av det norska black metal-bandet In the Woods.... Det gavs ut 1997 av skivbolaget Misanthropy Records.

## Låtlista
1. "299 796 km/s" – 14:46
2. "I Am Your Flesh" – 7:07
3. "Kairos!" – 3:34
4. "Weeping Willow" – 11:39
5. "Omnio? – Pre" – 11:59
6. "Omnio? – Bardo" (instrumental) – 5:54
7. "Omnio? – Post" – 8:09

Text och musik: In the Woods...

## Medverkande
Musiker (In the Woods...-medlemmar)
- Jan-Ovl. S.-TranceTH (Jan Kenneth Transeth) – sång
- Christian "X" Botteri – gitarr
- Christopher "C:M." Botteri – basgitarr
- Oddvar A:M (Oddvar Moi) – gitarr
- Synne "Soprana" Larsen – sång
- Anders Kobro – trummor

Bidragande musiker
- Arve Lomsland – keyboard
- Pär Arne Hedman – violin
- Silje Ulvevadet Dæhli – violin
- Kjell Åge Stoveland – viola
- Nedim Praso – cello

Produktion
- In the Woods... – producent, ljudtekniker, ljudmix
- Hans K. Eidskard – producent, ljudtekniker, ljudmix
- Juha Vuorma – omslagskonst
- Terje Sagen – omslagskonst
- Stephen O'Malley – omslagskonst
- In the Woods... – omslagskonst